# جان مک‌بریده (ورزشکار)
جان مک‌بریده (انگلیسی: John McBryde؛ زادهٔ ۹ مارس ۱۹۳۹) بازیکن هاکی روی چمن اهل استرالیا است.